# Ágnes Hamvas
Ágnes Hamvas (* 3. September 1946 in Rákospalota) ist eine ehemalige ungarische Bogenschützin.

## Karriere
Ágnes Hamvas gewann bei den Europameisterschaften 1970 in Hradec Králové Mannschaftsbronze. Zudem nahm sie an den Olympischen Spielen 1972 in München im Einzelwettbewerb teil. Dort belegte Hamvas den 22. Platz.